# کری بیکمور
کری بیکمور (انگلیسی: Carrie Bickmore؛ زادهٔ ۳ دسامبر ۱۹۸۰) روزنامه‌نگار، مجری تلویزیون، و مجری رادیو اهل استرالیا است.
بیکمور در سال ۱۹۸۰ در آدلاید استرالیای جنوبی متولد شد اما در دوران کودکی به همراه خانواده اش به پرت استرالیا نقل مکان کرد. بیکمور در سال ۲۰۰۱ از دانشگاه کورتین در رشته روزنامه‎نگاری فارغ التحصیل شد. وی در سال ۲۰۰۱ به ملبورن رفت تا فعالیت حرفه ای را در آنجا دنبال کند.